# Listă de filme cu Sherlock Holmes
Listă de filme cu Sherlock Holmes

## Filme mute
Sherlock Holmes Baffled (1900) ·  Adventures of Sherlock Holmes; or, Held for Ransom (1905) ·  Arsène Lupin contra Sherlock Holmes (1910) ·  A Study in Scarlet (1914) ·  A Study in Scarlet (1914) ·  Der Hund von Baskerville (1914) ·  Detektiv Braun (1914) ·  Sherlock Holmes (1916) ·  Câinele din Baskerville (1921) ·  Sherlock Holmes (1922) ·  Semnul celor patru (1923) ·  The Hound of the Baskervilles (1929)

### Seria de filme muteStoll Pictures
Scurtmetraje

#### The Adventures of Sherlock Holmes
- The Dying Detective (1921)
- The Devil's Foot (1921)
- A Case of Identity (1921)
- The Yellow Face (1921)
- The Red-Haired League (1921) bazat pe "The Red-Headed League"
- The Resident Patient (1921)
- A Scandal in Bohemia (1921)
- The Man with the Twisted Lip (1921)
- The Beryl Coronet (1921)
- The Noble Bachelor (1921)
- The Copper Beeches (1921)
- The Empty House (1921)
- The Tiger of San Pedro (1921) bazat pe "The Adventure of Wisteria Lodge"
- The Priory School (1921)
- The Solitary Cyclist (1921)

The Further Adventures of Sherlock Holmes
- Charles Augustus Milverton (1922)
- The Abbey Grange (1922)
- The Norwood Builder (1922)
- The Reigate Squires (1922)
- The Naval Treaty (1922)
- The Second Stain (1922)
- The Red Circle (1922)
- The Six Napoleons (1922)
- Black Peter (1922)
- The Bruce-Partington Plans (1922)
- The Stockbroker's Clerk (1922)
- The Boscombe Valley Mystery (1922)
- The Musgrave Ritual (1922)
- The Golden Pince-Nez (1922)
- The Greek Interpreter (1922)

The Last Adventures of Sherlock Holmes
- Silver Blaze (1923)
- The Speckled Band (1923)
- The Gloria Scott (1923)
- The Blue Carbuncle (1923)
- The Engineer's Thumb (1923)
- His Last Bow (1923)
- The Cardboard Box (1923)
- The Disappearance of Lady Frances Carfax (1923)
- The Three Students (1923)
- The Missing Three-Quarter (1923)
- The Mystery of Thor Bridge (1923) bazat pe "The Problem of Thor Bridge"
- The Stone of Mazarin (1923) bazat pe "The Adventure of the Mazarin Stone"[1]
- The Mystery of the Dancing Men (1923) bazat pe "The Adventure of the Dancing Men"
- The Crooked Man (1923)
- The Final Problem (1923)

Lungmetraje
- The Hound of the Baskervilles (1921)
- The Sign of Four (1923)

## Seria Wontner
The Sleeping Cardinal (1931) ·  The Missing Rembrandt (1932) ·  Semnul celor patru (1932) ·  The Triumph of Sherlock Holmes (1935) ·  Silver Blaze (1937)

## Seria Rathbone-Bruce
Câinele din Baskerville (1939) ·  The Adventures of Sherlock Holmes (1939) ·  Voice of Terror (1942) ·  Secret Weapon (1943) ·  Sherlock Holmes in Washington (1943) ·  Sherlock Holmes Faces Death (1943) ·  The Spider Woman (1944) ·  The Scarlet Claw (1944) ·  The Pearl of Death (1944) ·  House of Fear (1945) ·  The Woman in Green (1945) ·  Pursuit to Algiers (1945) ·  Terror by Night (1946) ·  Dressed to Kill (1946)

## Seria Igor Maslennikov
Sherlock Holmes și Dr. Watson (1979) ·  Aventurile lui Sherlock Holmes și ale dr. Watson (1980) ·  Câinele din Baskerville (1981) ·  Comoara din Agra (1983) ·  Începe secolul douăzeci (1986)

## Filme cuPeter Cushing
Câinele din Baskerville (1959) ·  The Masks of Death (1984)

## Filme cuChristopher Lee
Sherlock Holmes and the Deadly Necklace (1962) ·  Incident at Victoria Falls (1991) ·  Sherlock Holmes and the Leading Lady (1992)

## Filme cuChristopher Plummer
Silver Blaze (1977) ·  Murder by Decree (1979)

## Filme cuIan Richardson
Semnul celor patru (1983) ·  Câinele din Baskerville (1983)

## Filme cuMatt Frewer
Câinele din Baskerville (2000) ·  Semnul celor patru (2001) ·  The Case of the Whitechapel Vampire (2002) ·  The Royal Scandal (2003)

## Filme cuIan Hart(ca Watson)
Câinele din Baskerville (2002) ·  Sherlock Holmes and the Case of the Silk Stocking (2004)

## Filme cuRobert Downey, Jr.
Sherlock Holmes (2009) ·  Jocul umbrelor (2011) ·  Sherlock Holmes 3 (2021)

## Alte filme
The Speckled Band (1931) ·  Sherlock Holmes (1932) ·  A Study in Scarlet (1933) ·  A Study in Terror (1965) ·  The Private Life of Sherlock Holmes (1970) ·  Sherlock Holmes in New York (1976) ·  The Seven-Per-Cent Solution (1976) ·  Tânărul Sherlock Holmes și Piramida Fricii (1985) ·  The Return of Sherlock Holmes (1987) ·  Mâna unui criminal (1990) ·  Sherlock Holmes Returns (1993) ·  Tânărul Sherlock Holmes (Sherlock: Case of Evil, 2002) ·  Sherlock Holmes and the Baker Street Irregulars (2007) ·  Sherlock Holmes (2010) ·  Tom and Jerry Meet Sherlock Holmes (2010) ·  Holmes & Watson. Madrid Days (2012) ·  Mr. Holmes (2015)

## Comedii  și parodii
The Man Who Was Sherlock Holmes (1937) ·  They Might Be Giants (1971) ·  The Adventure of Sherlock Holmes' Smarter Brother (1975) ·  The Strange Case of the End of Civilization as We Know It (1977) ·  Câinele din Baskerville (1978) ·  The Great Mouse Detective (1986) ·  Impostorul din strada Baker (1988) ·  A Samba for Sherlock (2001) ·  Tom and Jerry Meet Sherlock Holmes (2010) ·  Aria the Scarlet Ammo (2011) ·  Holmes & Watson. Madrid Days (2012) ·  The Empire of Corpses (2015) ·  Sherlock Gnomes (2018) ·  Holmes & Watson (2018) ·  Enola Holmes (2020)

## Filme indiene
Jighansa (1951)

## Filme cehoslovace
Lelíček ve službách Sherlocka Holmese (1932)

## Seriale de televiziune
Sherlock Holmes (1951)  · Sherlock Holmes (1954)  ·  Sherlock Holmes (1965–1968)  ·  Sherlock Holmes (1967–1968)  ·  Young Sherlock: The Mystery of the Manor House (1982)  ·  The Baker Street Boys (1983)  ·  Sherlock Hound (1984–1985)  ·  Aventurile lui Sherlock Holmes (1984–1994)  ·  Sherlock Holmes in the 22nd Century (1999–2001)  ·  Murder Rooms: The Dark Beginnings of Sherlock Holmes (2000) ·  Sherlock (2010-2017) ·  Elementary (2012–2019) ·  Sherlock Holmes (2013) ·  Sherlock Holmes (2014-2015) ·  Miss Sherlock (2018) ·  Case File nº221: Kabukicho (2019–2020) ·  Sherlock in Russia (2020) ·  The Irregulars (2020) ·  Moriarty the Patriot (2020)